# Elżbieta Łaniewska-Łukaszczyk
Elżbieta Łaniewska-Łukaszczyk, pseudonym „Czarna Elka“ (13. dubna 1930 Varšava – 14. října 2016 ve Skrzypne u Zakopaného) byla polská harcerka, fotografka, varšavská povstalkyně a doktorka medicíny.

## Životopis
Od roku 1942 působila v odbojové organizaci Szare Szeregi. V roce 1944 se podílela na Varšavském povstání jako styčná důstojnice a fotografka v Szare Szeregi s týmem na „Żywiciel“ čtvrti v Żoliborz. Většina jejích fotografií povstání nepřečkala.
Po roce 1956 pracovala v harcerských táborech jako lékařka a zdravotní instruktorka. Od okamžiku vytvoření Světové asociace vojáků Zemské armády v Zakopaném působila v této organizaci a působila mimo jiné na pozici předsedkyně Kruhu. Byla doktorkou medicíny v různých specializacích, včetně pediatrie, anesteziologie a intenzivní medicíny. Vedla Centrum sociální a lékařské pomoci pro veterány. K tomu zastávala celou řadu funkcí souvisejících s politickou činností. Po válce žila v Zakopaném.
Byla pohřbena na hřbitově v Pęksowém Brzysku (sektor L, řada III, hrob 21b).
Na základě jejích memoárů napsal Paweł Beręsewicz knihu s názvem Je válka pro dívky?, ilustrovala Olga Rzeszelska.

## Galerie

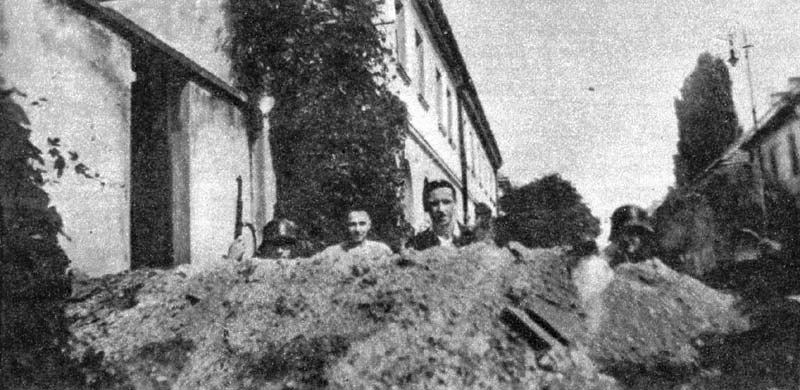
Varšavské povstání – 206. četa na Towiańskiego třídě
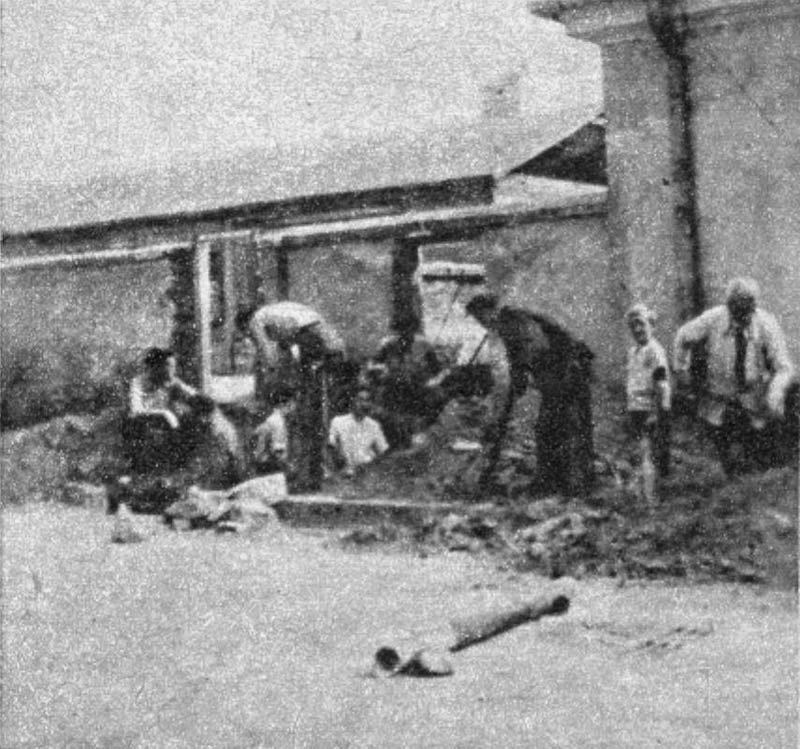
Varšavské povstání – příkop na Towiańskiego třídě